# Episodi di Doraemon (serie animata 1979) (ventiquattresima stagione)
Questa è la lista degli episodi della ventiquattresima stagione dell'anime 1979 di Doraemon.

## Episodi
| Nº Ja | Nº It | Titolo italiano Giapponese 「Kanji」 - Rōmaji | In onda           | In onda          |
| Nº Ja | Nº It | Titolo italiano Giapponese 「Kanji」 - Rōmaji | Giapponese        | Italiano         |
| 1583  | 868   | La bungee catapulta 「バンジーカタパルト」 - Banjīkataparuto | 11 gennaio 2002   | 8 novembre 2010  |
| 1583  | 868   | Mentre Nobita scappa da un cane aggressivo, quest'ultimo gli ruba il sacchetto del pranzo. Per riprendersi la refurtiva, Nobita si fa prestare da Doraemon la bungee catapulta, che permette di essere catapultati in posti sperduti in maniera simile a quanto succede nel bungee jumping. Dopo aver recuperato il sacchetto del pranzo Nobita utilizza la catapulta per riprendersi tutti i fumetti rubati da Gian e successivamente per consegnare dei fiori a Shizuka. Quando Gian scopre la bungee catapulta se ne impossessa e la utilizza per rubare merende, giocattoli, fumetti e oggetti vari dei bambini del quartiere. Con l'aiuto di Doraemon, i ragazzi danno una lezione a Gian facendolo catapultare in una giungla piena di gorilla.                                                                                           |                   |                  |
| 1584  | 869   | La porta senza numero 「のび太 独立宣言」 - Nobita dokuritsu sengen | 18 gennaio 2002   | 9 novembre 2010  |
| 1585  | 870   | La partita di baseball 「家がクニャクニャ!!」 - Ie ga kunyakunya!! | 25 gennaio 2002   | 9 novembre 2010  |
| 1586  | 871   | Il temposcopio regolabile 「どっちがラッキー？」 - Docchi ga rakkī? | 1º febbraio 2002  | 10 novembre 2010 |
| 1587  | 872   | Il cartellino prova-professione 「職業テストカード」 - Shokugyou tesuto kādo | 8 febbraio 2002   | 1º gennaio 2011  |
| 1588  | 873   | La banca del tempo 「タイムバンク」 - Taimu banku | 22 febbraio 2002  | 11 novembre 2010 |
| 1589  | 874   | Il saltamarino 「しずかちゃん、大ピンチ！」 - Shizuka chan, dai pinchi! | 1º marzo 2002     | 11 novembre 2010 |
| 1590  | 875   | Il megafono ipnotizzatore 「そうじ機スーパーカー」 - Sou ji ki sūpā kā | 15 marzo 2002     | 12 novembre 2010 |
| 1591  | 876   | Il geniovo 「天才エッグ」 - Tensai eggu | 22 marzo 2002     | 12 novembre 2010 |
| 1591  | 876   | Dopo aver perso l'ennesima partita di baseball, Nobita desidera diventare un campione di baseball perciò si fa prestare da Doraemon il geniovo, un uovo che trasforma chi lo usa in ciò che vuole diventare. Diventa perciò un campione di baseball ma in cambio deve allenarsi duramente e seguire una dieta rigida. Insoddisfatto, Nobita cambia idea e decide di diventare un inventore, salvo poi cambiare idea di nuovo non appena scopre che deve passare molto tempo a studiare per poter sviluppare altre invenzioni. Come ultima opzione, Nobita decide di diventare un famoso pianista, che però dovrà rinunciare alla compagnia degli amici a causa dei troppi impegni di lavoro. Dopo questa terribile esperienza Nobita impara la lezione e capisce che per diventare qualcuno di importante ci vuole molto spirito di sacrificio. |                   |                  |
| 1592  | 877   | Il quaderno del passato 「スケッチバック」 - Sukecchi bakku | 19 aprile 2002    | 13 novembre 2010 |
| 1593  | 878   | Segnale giro-in-giro 「スネ夫のロマンス」 - Suneotto no romansu | 26 aprile 2002    | 13 novembre 2010 |
| 1594  | 879   | L'incantesimo del cane procione 「タヌ機で化かそう」 - Tanu ki de bakaso u | 3 maggio 2002     | 14 novembre 2010 |
| 1595  | 880   | Zanzare e ricordi 「バキューム蚊」 - Bakyūmu ka | 10 maggio 2002    | 14 novembre 2010 |
| 1596  | 881   | Il catalogo delle possibili fidanzate 「ジャイアンが結婚!?」 - Jaian ga kekkon!? | 17 maggio 2002    | 15 novembre 2010 |
| 1597  | 882   | La minisquadra di soccorso 「ミニドラたすけ隊出動！」 - Minidora tasuke tai shutsudou! | 24 maggio 2002    | 15 novembre 2010 |
| 1598  | 883   | Il pesce fortunello 「ニヒキメドジョウ」 - Nihikimedojou | 31 maggio 2002    | 16 novembre 2010 |
| 1599  | 884   | La casa felice 「ドラミのハッピーハウス」 - Dorami no happī hausu | 7 giugno 2002     | 16 novembre 2010 |
| 1600  | 885   | Il vigilgufo 「ドラミの兄妹ゲンカ」 - Dorami no kyoudai genka | 14 giugno 2002    | 17 novembre 2010 |
| 1601  | 886   | Il satellite domestico 「ドラミのヒミツ!?」 - Dorami no himitsu!? | 21 giugno 2002    | 17 novembre 2010 |
| 1602  | 887   | Il pupazzo protettore 「オマモリクン」 - Omamorikun | 28 giugno 2002    | 18 novembre 2010 |
| 1603  | 888   | Il dispositivo delle esperienze 「だれでも体験機」 - Dare demo taiken ki | 5 luglio 2002     | 18 novembre 2010 |
| 1604  | 889   | L'estratto crea-regni 「王国エキス」 - Oukoku ekisu | 19 luglio 2002    | 19 novembre 2010 |
| 1605  | 890   | Il mondo a portata di mappa 「地図世界入りこみ機」 - Chizu sekai hairikomi ki | 2 agosto 2002     | 19 novembre 2010 |
| 1606  | 891   | La larva mangiaspazio 「スペースイーター」 - Supēsuītā | 9 agosto 2002     | 20 novembre 2010 |
| 1607  | 892   | Il cuoricino del buonumore 「ハートすっきりシート」 - Hāto sukkiri shīto | 16 agosto 2002    | 20 novembre 2010 |
| 1608  | 893   | Il tubero delle dicerie 「根も葉もあるウワサ」 - Nemo hamo aru uwasa | 23 agosto 2002    | 21 novembre 2010 |
| 1609  | 894   | Il traduttore universale 「ドラミ江戸を斬る」 - Dorami edo o kiru | 30 agosto 2002    | 21 novembre 2010 |
| 1610  | 895   | La staffetta di nuoto 「ハイポンプで水泳大会」 - Hai ponpu de suiei taikai | 6 settembre 2002  | 22 novembre 2010 |
| 1611  | 896   | Miss reclame 「スーパーウグイス嬢」 - Sūpā uguisu jou | 13 settembre 2002 | 22 novembre 2010 |
| 1612  | 897   | La torcia d'ingrandimento 「ミニドラUFO大作戦」 - Minidora UFO dai sakusen | 20 settembre 2002 | 23 novembre 2010 |
| 1613  | 898   | L'elefanspirante 「ミニドラレンタル中」 - Minidorarentaru chuu | 4 ottobre 2002    | 23 novembre 2010 |
| 1614  | 899   | Il signor zampa-di-gatto 「ミニドラと猫の手」 - Minidora to neko no te | 18 ottobre 2002   | 24 novembre 2010 |
| 1615  | 900   | Il cambia animale 「ボクのライバル！」 - Boku no raibaru! | 25 ottobre 2002   | 24 novembre 2010 |
| 1616  | 901   | Il bastone cercapersone 「月のウサギを探そう」 - Tsuki no usagi o sagaso u | 1º novembre 2002  | 25 novembre 2010 |
| 1617  | 902   | Cerca-stelle cadenti 「ドッキリ流れ星」 - Dokkiri nagareboshi | 8 novembre 2002   | 25 novembre 2010 |
| 1618  | 903   | La tuta da supereroe 「決め技スーツ」 - Kime waza sūtsu | 15 novembre 2002  | 26 novembre 2010 |
| 1619  | 904   | Il set da spia 「しずかのスパイ大作戦」 - Shizuka no supai dai sakusen | 22 novembre 2002  | 26 novembre 2010 |
| 1620  | 905   | Il cuscino dei sogni 「予言者ジャイアン」 - Yogen sha Jaian | 29 novembre 2002  | 27 novembre 2010 |
| 1621  | 906   | La spilla della recitazione 「メー演機」 - Mē | 6 dicembre 2002   | 27 novembre 2010 |
| 1622  | 907   | Il parco divertimenti che ti accompagna a scuola 「ジェットコースターで学校へ」 - Jetto kōsutā de gakkou he | 13 dicembre 2002  | 28 novembre 2010 |
| 1623  | 908   | Il supermegafono adulatore 「おだてパワーメガホン」 - Odate pawā megahon | 20 dicembre 2002  | 28 novembre 2010 |

## Speciali
| Nº Ja | Nº It | Giapponese 「Kanji」 - Rōmaji - Traduzione letterale | In onda          | In onda      |
| Nº Ja | Nº It | Giapponese 「Kanji」 - Rōmaji - Traduzione letterale | Giapponese       | Italiano     |
| S97   | -     | 「謎の四次元カバン」 - Nazo no shi-jigen kaban – "La misteriosa borsa quadridimensionale" | 30 marzo 2002    | inedito      |
| S98   | -     | 「運動記憶ジャージ」 - Undō kioku jāji – "La maglia di memoria di esercizio" | 26 luglio 2002   | inedito      |
| S99   | -     | 「パパの夢をかなえよう！」 - Papa no yumewokanaeyō! – "Il sogno di Papà" | 5 ottobre 2002   | inedito      |
| S100  | 1     | Dalla terra del lontano futuro 「未来の国からはるばると」 - Mirai no kuni kara harubaru to | 31 dicembre 2002 | 3 marzo 2003 |
| S100  | 1     | Il giovane Nobita, nella sua stanza, sta immaginando cosa farà in quella giornata, ma a un certo punto, dal suo cassetto della scrivania escono un ragazzino di nome Sewashi e un gatto robot blu. Sewashi dice di essere venuti dal futuro - più precisamente dal XXII secolo- e di essere il pro-pro nipote di Nobita. I due spiegano a Nobita che, a causa della sua pigrizia, scarsi risultati a scuola e nello sport e nella sua goffaggine finirà per rovinare l'azienda di famiglia e che il debito sarà talmente enorme da coinvolgere anche le future generazioni. Inoltre non avrebbe sposato la ragazza di cui è innamorato, Shizuka, bensì Jaiko, la sorella minore di Gian. Nobita non vuole inizialmente credere alle parole dei due, ma quando le predizioni che gli aveva fatto Doraemon - essere colpito da un camion e bagnarsi- si avverano, Nobita si ricrede. Sewashi annuncia allora all'avo che Doraemon, da quel momento in poi lo aiuterà nei problemi quotidiani e diventare una persona migliore, grazie anche all'aiuto dei chiusky, dei gadget futuristici in grado di risolvere i problemi. Nobita accetta l'aiuto di Doraemon, che lo difende anche in un primo momento da Gian e Suneo. Quella sera Nobita presenta Doraemon ai genitori, i quali si spaventano e lo chiamano procione, facendolo arrossire dalla rabbia. |                  |              |